# Leden 2014
1. ledna – středa 
 V Česku vstoupil v účinnost nový občanský zákoník.
 Palestinský velvyslanec Džamál al-Džamál podlehl zraněním způsobenými explozí trezoru v jeho služebním bytě v Praze Suchdole.
 Lotyšsko přistoupilo k eurozóně.
3. ledna – pátek 
 Spojené státy americké ovládly žebříček největších hrozeb světovému míru v 65 zemích světa včetně Česka. Dalším hrozbami jsou dle názoru respondentů Pákistán a Čínská lidová republika.
4. ledna – sobota 
 Bojovníci Islámského státu v Iráku a Levantě napojeného na al-Káidu obsadili město Fallúdža v provincii Anbár na západě Iráku.
5. ledna – neděle 
 Ve věku 71 let zemřel bývalý portugalský fotbalista mosambického původu Eusébio.
 Policie potvrdila nález 12 střelných zbraní v sídle palestinského velvyslance. Dcera zesnulého velvyslance Džamála al-Džamála Rana tvrdí, že její otec byl zavražděn.
 Desetitisíce afrických uprchlíků žádají v izraelském Tel Avivu uznání statutu žadatele o azyl.
6. ledna – pondělí 
 Zemřel bývalý hokejový obránce, trenér a předseda Českého svazu ledního hokeje Karel Gut, pod jehož trenérským vedením československá reprezentace vyhrála dvakrát mistrovství světa.
 Poradní komise ministra vnitra Martina Peciny doporučila Pecinovi odvolat policejního prezidenta Martina Červíčka.
 Sněhová bouře doprovázená arktickými mrazy dosahujícími až -30 °C zasáhla Kanadu a Spojené státy.
 Jihosúdánský prezident Salva Kiir přijal v hlavním městě Džubě súdánského prezidenta Umara al-Bašíra. Ten do země přijel hledat řešení probíhajícího etnického konfliktu, který ohrožuje jihosúdánské dodávky ropy na sever.
 Volby v Bangladéši skončily vítězstvím vládní Lidové ligy premiérky Šejk Hasin. Opozice volby bojkotovala.
7. ledna – úterý 
 Španělský soud obvinil dceru krále Juana Carlose Cristinu z praní špinavých peněz a daňových úniků.
 Ministr vnitra Martin Pecina odvolal Martina Červíčka z funkce policejního prezidenta, kterou bude nadále vykonávat už pouze Petr Lessy.
 Dánská loď naložila v syrské Latakíji první část chemických zbraní předaných k likvidaci podle plánu Organizace pro zákaz chemických zbraní přijatého v důsledku hrozby americké intervence v syrské občanské válce.
8. ledna – středa 
 Německá prokuratura obžalovala 88letého veterána 2. tankové divize SS „Das Reich“ z účasti na masakru v Oradour-sur-Glane.
 Dle rozhodnutí Královského soudního dvora londýnská Metropolitan Police Service neporušila zákon, když usmrtila neozbrojeného Marka Duggana, jehož smrt se v roce 2011 stala záminkou k rozsáhlým nepokojům.
11. ledna – sobota 
 Přes sto tisíc lidí se ve španělském Bilbau zúčastnilo demonstrace na podporu vězněných členů baskické separatistické organizace ETA.
 Zemřel Ariel Šaron, bývalý izraelský premiér a vojenský velitel.
 Na mimořádném sjezdu v Žilině byla rozpuštěna kdysi nejsilnější polistopadová slovenská strana Lidová strana - Hnutí za demokratické Slovensko (LS-HZDS). Zároveň došlo k založení nové strany s názvem Strana demokratického Slovenska (SDS).
12. ledna – neděle 
 Po více než dvou dnech cesty dorazila k Mezinárodní vesmírné stanici (ISS) americká automatická nákladní loď Cygnus společnosti Orbital Sciences Corporation a přivezla astronautům přibližně jeden a půl tuny nákladu.
14. ledna – úterý 
 Irácké letectvo zahájilo nálety na oblasti provincie Anbár ovládané sunnitskými radikály z organizace Islámský stát v Iráku a Levantě, napojenou na teroristickou Al-Káidu. Radikálové tam ovládají větší města Fallúdžu a Ramádí.
16. ledna – čtvrtek 
 První československý kosmonaut Vladimír Remek se ujal funkce českého velvyslance v Rusku, když předal své pověřovací listiny ruskému prezidentovi Vladimiru Putinovi.
 Občané Egypta v referendu schválili novou ústavu.
 Výbor OSN pro práva dítěte vyslechl delegaci Vatikánu ohledně sexuálního zneužívání dětí v katolické církvi.
 Mezietnické násilí ve Středoafrické republice může dle OSN přerůst v genocidu.
17. ledna – pátek 
 Prezident Miloš Zeman jmenoval Bohuslava Sobotku předsedou vlády České republiky.
Ukrajinský parlament, v reakci na pokračující protivládní protesty, schválil zákony omezující svobodu shromažďování.
 Zpráva Vatikánu uvádí, že v letech 2011 až 2013 bylo kvůli zneužívání dětí zbaveno kněžství 400 kněží.
18. ledna – sobota 
 Na 24. kongresu ODS byl předsedou strany zvolen Petr Fiala.
 Patrik Kunčar z KDU-ČSL porazil v doplňovacích volbách do Senátu v obvodě č. 80 – Zlín Libora Lukáše z ODS a byl zvolen senátorem.
19. ledna – neděle 
 Během demonstrací proti zákonům omezujícím svobodu shromažďování v Kyjevě došlo k mimořádně silným srážkám mezi protestujícími a policií.
 Irácká armáda zaútočila na město Ramádí obsazené bojovníky Islámského státu v Iráku a Levantě.
20. ledna – pondělí 
 Kontroverzní český podnikatel slovenského původu Andrej Babiš, který je předsedou hnutí ANO 2011, podepsal u společnosti Agrofert výpověď.
21. ledna – úterý 
 Thajská vláda vyhlásila šedesátidenní výjimečný stav v metropoli Bangkoku a v přilehlých provinciích s cílem zabránit šíření protestního hnutí, které již zablokovalo části hlavního města.
22. ledna – středa 
 Při rozsáhlém zásahu proti mafii zadržela policie v Itálii, především v Neapoli, devadesát podezřelých a bylo zabaveno 222 miliónů eur.
23. ledna – čtvrtek 
 V Číně prudce vzrostl počet lidí, kteří se nakazili virem ptačí chřipky H7N9. Podle údajů Světové zdravotnické organizace (WHO) se virem z tohoto kmene nakazilo 209 osob, z nichž 55 zemřelo.
24. ledna – pátek 
 Demonstrace a srážky s policií se rozšířily z Kyjeva do řady měst na západě Ukrajiny. V některých městech se příznivcům opozice podařilo ovládnout úřední budovy, z Kyjeva jsou hlášeny i první oběti na životech.
25. ledna – sobota 
 Prezident Miloš Zeman je na oficiální návštěvě Afghánistánu. V tajnosti odcestoval již v pátek, v sobotu navštívil české vojáky na základně v Bagrámu a setkal se i s afghánským prezidentem Hámidem Karzajem.
26. ledna – neděle 
 Během násilností, které provázely protivládní protestní pochody v Káhiře při příležitosti třetího výročí svržení dlouholetého egyptského prezidenta Husního Mubáraka zemřelo 49 lidí.
27. ledna – pondělí 
 Václav Šlajs byl zvolen hejtmanem Plzeňského kraje a nahradil tak Milana Chovance, který se má stát ministrem vnitra.
28. ledna – úterý 
 Ukrajinský prezident Viktor Janukovyč přijal demisi vlády Mykoly Azarova. Parlament zrušil nedávno přijatou antiprotestní legislativu. Protestující ale nadále požadují prezidentovu rezignaci.
29. ledna – středa 
 Prezident Miloš Zeman jmenoval novou vládu Bohuslava Sobotky.
30. ledna – čtvrtek 
 Syrská vláda prezidenta Bašára al-Asada ničí tisíce domů, které se nacházejí ve čtvrtích sympatizujících s opozicí, především v Damašku a Hamá. Ve své nové zprávě to uvedla organizace na ochranu lidských práv Human Rights Watch (HRW).